# 이네세 야운제메
이네세 야운제메(라트비아어: Inese Jaunzeme, 1932년 5월 21일 ~ 2011년 2월 13일)는 소비에트 연방을 대표한 전 라트비아의 창던지기 선수이다.
플라비나스에서 태어나 리가의 디나모 클럽에서 훈련한 야운제메는 1956년 소비에트 연방 선수권 대회에서 3위를 하고, 멜버른 올림픽에서 금메달을 획득하였다. 첫 라운드에서 올림픽 기록을 세우고, 두번 더 자신의 마크를 향상시켜 53.86m를 던진 후 우승하였다. 이 우승은 그녀가 라트비아의 첫 올림픽 금메달리스트로 알려지게 되었다.
자신의 성취에 인정을 받아 1957년 노동의 붉은 깃발 훈장이 수여되었다.
창던지기 출전에 아직도 나가면서 의사가 되는 훈련을 시작하였다. 1960년 의사 자격을 받아 외상과 성형외과의 필드에서 경연하였다.
그녀는 또한 의학의 후보였으며, 1959년 자신의 논문을 방어하였다.